# Sunfish Lake (Minnesota)
Sunfish Lake és una població dels Estats Units a l'estat de Minnesota. Segons el cens del 2000 tenia 504 habitants.

## Demografia
Segons el cens del 2000, Sunfish Lake tenia 504 habitants, 173 habitatges, i 147 famílies. La densitat de població era de 123,2 habitants per km².
Dels 173 habitatges en un 42,2% hi vivien nens de menys de 18 anys, en un 78% hi vivien parelles casades, en un 5,2% dones solteres, i en un 15% no eren unitats familiars. En el 13,3% dels habitatges hi vivien persones soles el 6,9% de les quals corresponia a persones de 65 anys o més que vivien soles. El nombre mitjà de persones vivint en cada habitatge era de 2,91 i el nombre mitjà de persones que vivien en cada família era de 3,2.
Per edats la població es repartia de la següent manera: un 30% tenia menys de 18 anys, un 4,4% entre 18 i 24, un 19,2% entre 25 i 44, un 32,1% de 45 a 60 i un 14,3% 65 anys o més.
L'edat mediana era de 43 anys. Per cada 100 dones de 18 o més anys hi havia 91,8 homes.
La renda mediana per habitatge era de 148.410 $ i la renda mediana per família de 161.491 $. Els homes tenien una renda mediana de 100.000 $ mentre que les dones 55.714 $. La renda per capita de la població era de 82.347 $. Entorn del 0,7% de les famílies i el 2,4% de la població estaven per davall del llindar de pobresa.

## Poblacions més properes
El següent diagrama mostra les poblacions més properes.